# Karel Šíp
Karel Šíp (* 1. června 1945 Praha-Bubeneč; rodným jménem Karel Jan Feuerfeil) je český moderátor talk show, bavič, humorista, scenárista, baskytarista, příležitostný herec a písňový textař.

## Život
Narodil se jako jedináček. Do školy začal chodit v Teplicích. Později se rodina přestěhovala do Ostravy, kde jeho otec Karel Hugo Šíp, vlastním jménem Karel Hugo Feuerfeil (jméno si změnil po válce v rámci umělecké kariéry), působil jako operetní herec a zpěvák v ostravském divadle, matka pracovala v pobočce cestovní kanceláře Čedok. Po studiu na Střední průmyslové škole filmové v Čimelicích, kde maturoval v roce 1963, se Karel Šíp stal zaměstnancem Československé televize. Pracoval tam jako produkční v letech 1963 až 1973[zdroj?], vyjma let 1964 až 1966, kdy vykonával základní vojenskou službu jako spojař v Pardubicích.  
V roce 1971 založil skupinu Faraon, která byla postavena na zpěvákovi Jiřím Schelingerovi. Kapela nahrála několik singlů, mezi nimi i hit české populární hudby – Holubí dům. V roce 1973, po Schelingerově odchodu k Františku Ringu Čechovi, byl s kapelou v podstatě konec. Karel Šíp na muzikantskou minulost zanevřel a začal se věnovat televizní zábavě.
Do povědomí televizních diváků vstoupil v pravidelném televizním pořadu Hitšaráda, který v letech 1978 až 1986 moderoval společně s hudebním skladatelem Jaroslavem Uhlířem, na tento pořad pak přímo navázala zábavní show Galasuperšou. Uváděl i pořad Klip klap a několik televizních estrád. V minulosti také moderoval několik pořadů na TV Nova, jako byly Horoskopičiny a Skopičiny, nebo Rozjezdy pro hvězdy. Společně s Jiřinou Bohdalovou moderoval pořad Za oponou s Jiřinou. Později moderoval pořad Za oponou.
Spolupracoval také s komikem a bavičem Josefem Aloisem Náhlovským. Je autorem stovek písňových textů. Spolupracoval např. s Karlem Gottem (např. Čau lásko, Krev toulavá, Když muž se ženou snídá), ale také Petrou Janů, Petrem Novákem, Václavem Neckářem, Danielem Hůlkou, Hanou Zagorovou či Leonou Machálkovou.
V současné době moderuje v České televizi svou talk show Všechnopárty. Tento pořad běží v České televizi od roku 2005. Moderoval také několikrát anketu TýTý a to v letech 2009, 2010, 2012, 2013 a 2014. Po České republice jezdí s pořadem Minipárty.[zdroj?]
Jeho první manželkou byla zpěvačka Marcela Holanová, se kterou má syna Karla (* 1981). S druhou manželkou, která se jmenuje Iva (* 1975), má syna Jana (* 2003). Měl také nemanželskou dceru Hanu (* 1982), která však v roce 2002 zemřela.

## Ocenění
seznam není úplný
- TýTý 2009, kategorie: Osobnost televizní zábavy – Karel Šíp
- TýTý 2009, kategorie: Pořad roku – Všechnopárty[13][14]
- TýTý 2010, kategorie: Osobnost televizní zábavy – Karel Šíp
- TýTý 2012, kategorie: Osobnost televizní zábavy – Karel Šíp
- TýTý 2013, kategorie: Osobnost televizní zábavy – Karel Šíp
- TýTý 2013, kategorie: Pořad roku – Všechnopárty
- TýTý 2014, kategorie: Osobnost televizní zábavy – Karel Šíp
- TýTý 2014, kategorie: Pořad roku – Všechnopárty

## Textařská tvorba

### Seznam písní
- Viz článek Seznam písní Karla Šípa

## Alba
- 1985 Šíp a Uhlíř v Hitšarádě – Supraphon 1118 3808, LP
- 1993 Šíp a Uhlíř v Šarádě – Monitor Records Ltd., 2× LP
- 2005 Paškál duety, Karel Šíp a Jaroslav Uhlíř – Sony BMG, CD

## Televize
- Hitšaráda (1978–1986), Československá televize – estráda společně s Jaroslavem Uhlířem)
- Galasuperšou (1984–1987), Československá televize – estráda společně s Jaroslavem Uhlířem)
- Klip klap (1987–1989), Československá televize – estráda společně s Jaroslavem Uhlířem)
- Šaráda (1990–1996), Československá televize, později Česká televize – estráda společně s Jaroslavem Uhlířem)
- Paškál (2003) – TV Nova, talkshow
- Horoskopičiny (1995–1998), TV Nova – estráda na téma znamení zvířetníku
- Skopičiny (1999–?), TV Nova[15] – přímé pokračování Horoskopičin s pozměněným názvem (spor o autorská práva)
- Rozjezdy pro hvězdy (1997), TV Nova – estráda pro začínající umělce
- Tyjátr (2001–?), TV Nova
- Šoubyznys (2001–2005), TV Nova – pořad založený na zábavných scénkách Karla Šípa a jeho hostů
- Všechnopárty (2005–dosud), Česká televize – talkshow
- Za oponou s Jiřinou (2005), Česká televize – společně s Jiřinou Bohdalovou

## Citát
| „           | Jakmile se člověk začne prožívat a brát se příliš vážně, je na nejlepší cestě dolů | “ |
| — Karel Šíp |                                                                                    |   |